# Luchtmassa
In de meteorologie is een luchtmassa of luchtsoort een groot volume lucht (aardatmosfeer) met een bepaalde temperatuur en luchtvochtigheid. Luchtsoorten omvatten vele honderden en soms zelfs duizenden vierkante kilometers en veranderen geleidelijk mee van omvang en samenstelling in relatie tot het oppervlak eronder. Luchtsoorten ontstaan wanneer lucht langere tijd boven een bepaalde plek blijft hangen, het brongebied.

## Soorten
Onderscheid in luchtsoorten wordt gemaakt naar de plek van oorsprong, het brongebied, in eerste instantie tussen vochtigere maritieme (m) en drogere continentale (c) lucht. Een verdere verdeling wordt gemaakt in:
- arctische lucht (AL), uit de poolstreken;
- polaire lucht (PL), van gematigde breedten;
- tropische lucht (TL), uit de subtropen;
- equatoriale lucht (EL), uit de equatoriale lagedrukzone.

Het Nederlandse KNMI berekent met behulp van een trajectoriënmodel waar luchtsoorten ontstaan en op welke wijze ze veranderen in de tijd.
Fronten scheiden luchtsoorten van verschillende dichtheid (temperatuur en/of vochtigheid); droog en vochtig of koel en warm.

## Transformatie
Na het ontstaan zal de luchtsoort bij luchtdrukveranderingen het brongebied verlaten. Bij het passeren van gebieden met bijvoorbeeld een andere oppervlaktegesteldheid, zal de luchtsoort langzaam die andere, bij dat gebied horende eigenschappen, overnemen (transformeren). Lucht die zich naar lagere breedte verplaatst zal opwarmen. Bij een luchtstroming richting hogere breedte zal vooral de onderste luchtlaag afkoelen. De luchtvochtigheid van continentale lucht neemt boven zee snel toe, maar andersom blijft maritieme lucht veel langer vochtig en behoudt het veel langer zijn eigenschappen. De eigenschappen van een luchtsoort hangt dan ook af van het brongebied, de afgelegde weg en de verstreken tijd sinds het verlaten van het brongebied, de leeftijd.

## Koude en warme massa
Naast de indeling naar geografische luchtsoorten, wordt er ook een onderscheid gemaakt naar het temperatuurverschil tussen de lucht bij de grond en het oppervlak daaronder. Bij warme massa is de luchttemperatuur op waarnemingshoogte (1,5 meter boven het aardoppervlak) hoger dan de temperatuur van het aardoppervlak en bij koude massa is dit andersom. Bij warme massa koelt het aardoppervlak de onderste luchtlaag, terwijl deze koude massa opwarmt. Dezelfde luchtsoort kan zich dus het ene moment als koude massa voordoen en later als warme massa. Dit treedt bijvoorbeeld op als een luchtsoort van land boven zee komt of andersom, maar ook door de dagelijkse gang. Tijdens de nacht heeft land een relatief lage temperatuur en is er vaak sprake van warme massa, terwijl overdag het land opwarmt, waardoor de lucht zich voordoet als koude massa.

### Koude massa
Bij koude massa wordt de onderste luchtlaag opgewarmd. Deze zal daardoor stijgen, wat convectie wordt genoemd. Er is dus sprake van een onstabiele opbouw van de lucht. Hoewel deze luchtbel warmer is dan de omringende lucht, zal deze wel afkoelen bij toenemende hoogte, waardoor condensatie op kan treden als de luchtvochtigheid hoog genoeg is. Er treedt daardoor wolkenvorming op. Deze wolken behoren tot het wolkengeslacht cumulus en cumulonimbus. Deze bewolking bedekt nooit de gehele hemel, omdat er ook compenserende luchtdalingen zijn, subsidentie. Hier lost eventuele bewolking op. Het zicht in koude massa is over het algemeen goed, afgezien van de buien. De wind is vaak vlagerig.

### Warme massa
Bij warme massa wordt de onderste luchtlaag afgekoeld. Deze luchtlaag kan niet verder dalen, waardoor er een stabiele opbouw is. Bij droge lucht kan er dan een wolkeloze hemel zijn. Bij een front zal de warme massa echter opgetild worden, waardoor de gehele luchtmassa condenseert en uitgestrekte, gelaagde bewolking ontstaat, stratus en stratocumulus. Het zicht in warme massa is vaak slecht, waarbij ook vaak mist optreedt. De wind is over het algemeen gelijkmatig.